# Schüle-Hohenlohe

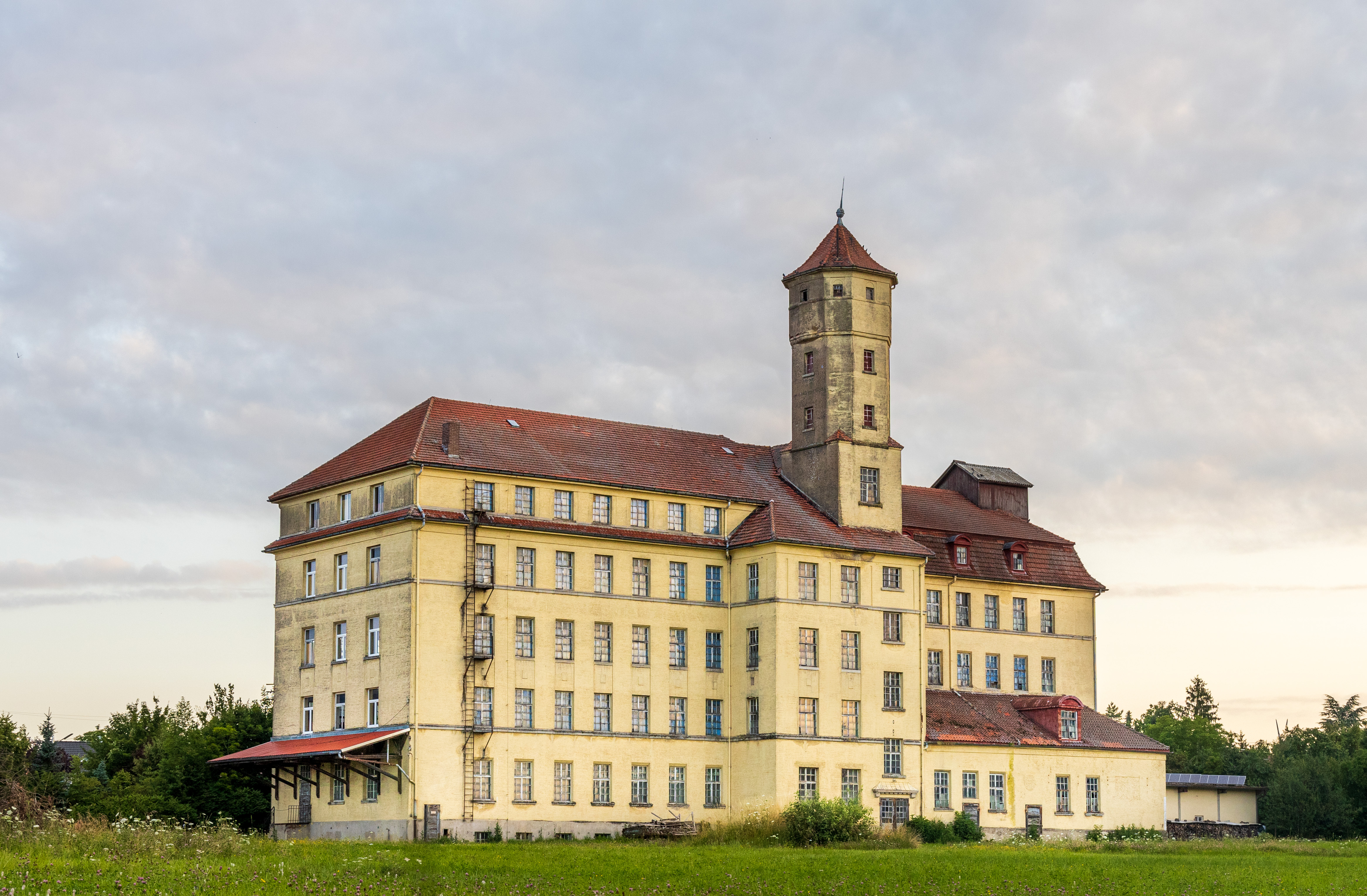
Die Nudelburg Schüle-Hohenlohe gilt als eines der wichtigsten Industriedenkmale im Landkreis Schwäbisch Hall

Die Schüle-Hohenlohe AG war ein deutscher Nahrungsmittelhersteller mit mehreren Niederlassungen. Die Produktpalette umfasste zunächst Haferprodukte, Suppenerzeugnisse, Dörrobst und -gemüse sowie Kakaoprodukte und Teigwaren.

## Geschichte
Im Jahr 1889 gründete der Bankier und Fabrikant Israel Landauer (1843–1913) die Hohenlohesche Präservenfabrik Landauer & Co in Gerabronn im heutigen Landkreis Schwäbisch Hall in Baden-Württemberg. 1897 wurde das Unternehmen in Hohenlohesche Nährmittelfabrik AG umbenannt. 1912 begann man mit dem Bau des weithin sichtbaren Mühlengebäudes, der sogenannten Nudelburg. 1914 war die offizielle Einweihung der Produktionsstätte. Bereits 1913 erhielt die Fabrik einen Anschluss an die Bahnstrecke  Blaufelden–Gerabronn-Langenburg. Landauer hatte sich früh und mit Nachdruck für den Bau dieser Nebenbahnlinie eingesetzt, die 1900 eröffnet wurde. Der Gleisanschluss sollte den Warenverkehr der Fabrik erheblich erleichtern.
1903 trat die Hohenlohesche Nährmittelfabrik in eine Gemeinschaftsverwaltung ein mit der Kasseler Hafer-Kakao-Fabrik Hausen & Co. AG, die 1892 von Walter Alexander Hausen (1850–1915) gegründet worden war. 1917 fusionierten die beiden Unternehmen, die Hauptverwaltung war in Kassel-Bettenhausen. 1922 ging man eine Verkaufsgemeinschaft mit der Eier-Teigwaren-Fabrik J. F. Schüle aus Plüderhausen ein. Jakob Friedrich Schüle hatte 1854 mit einer Bäckerei begonnen und 1863 eine Teigmaschine angeschafft und damit den Grundstein für die Teigwarenproduktion gesetzt. Bis zum Ersten Weltkrieg gelang Schüle der Aufstieg zum damals renommiertesten Nudel- und Makkaronihersteller in Deutschland, der 700 Mitarbeiter in Plüderhausen beschäftigte. 1923 schlossen sich die beiden Kooperationspartner zur Schüle‑Hohenlohe AG zusammen mit den Produktionsstätten in Gerabronn, Kassel-Bettenhausen und Plüderhausen. 1927 hatte das Unternehmen insgesamt 1000 Beschäftigte. In Kassel produzierte man Haferflocken, die Hohenlohe-Erbswurst, Hohenlohe-Suppenwürfel, Grünkernerzeugnisse, Tapioka sowie weitere Suppeneinlagen – außerdem Kasseler Hafer-Kakao, Schokolade und Kakao. In Plüderhausen wurden Eiernudeln, Makkaroni und Suppeneinlagen hergestellt. Im Zweiten Weltkrieg hatte das Unternehmen hohe Produktionsaufträge zur Versorgung der Zivilbevölkerung und der Soldaten, insbesondere mit Wehrmachtssuppenkonserven. 1938 entstand noch eine Produktionsstätte in Tapiau, Ostpreußen sowie später eine weitere in Straßburg. Diese beiden Zweigniederlassungen gingen nach 1945 verloren. Das Werk in Kassel wurde im Krieg zu erheblichen Teilen zerstört, es sollte bis 1949 dauern, bis die Kriegsschäden weitgehend beseitigt waren. Ab 1950 ging der Absatz des Unternehmens stark zurück. Bis 1953 hatte das Unternehmen hohe Verluste erlitten, sodass in einer außerordentlichen Hauptversammlung am 27. Januar 1954 die Liquidation des Gesamtunternehmens beschlossen wurde. Die Markenrechte des bekanntesten Nudelproduktes ‚Schüle-Gold‘ gingen an Birkel (heute Newlat GmbH), die Produkte unter dieser Marke noch einige Jahrzehnte weiter vertrieben. In Gerabronn war die Produktion bereits im Jahr 1949 eingestellt worden. Die Gebäude dienten anschließend als Bundesvorratslager. Das von 1937 bis 1939 erbaute Silogebäude wurde in den Jahren 2007/08 abgerissen. Das denkmalgeschützte Mühlengebäude steht seit vielen Jahren leer.